# Список самых высоких зданий Мемфиса
Ниже представлен список самых высоких зданий города Мемфис (штат Теннесси, США).
В отличие от многих крупных городов США, Мемфис не испытал бума строительства небоскрёбов в 1980-х — 2000-х годах: к примеру, со времён окончания Второй мировой войны по настоящее время в городе было построено всего четыре здания высотой более 100 метров.
По состоянию на 2023 год не закончен небоскрёб One Beale, который будет сочетать в себе офисы и гостиницу, высота его составит 133 метра (30 этажей), что сделает его самым высоким зданием города.

## Список

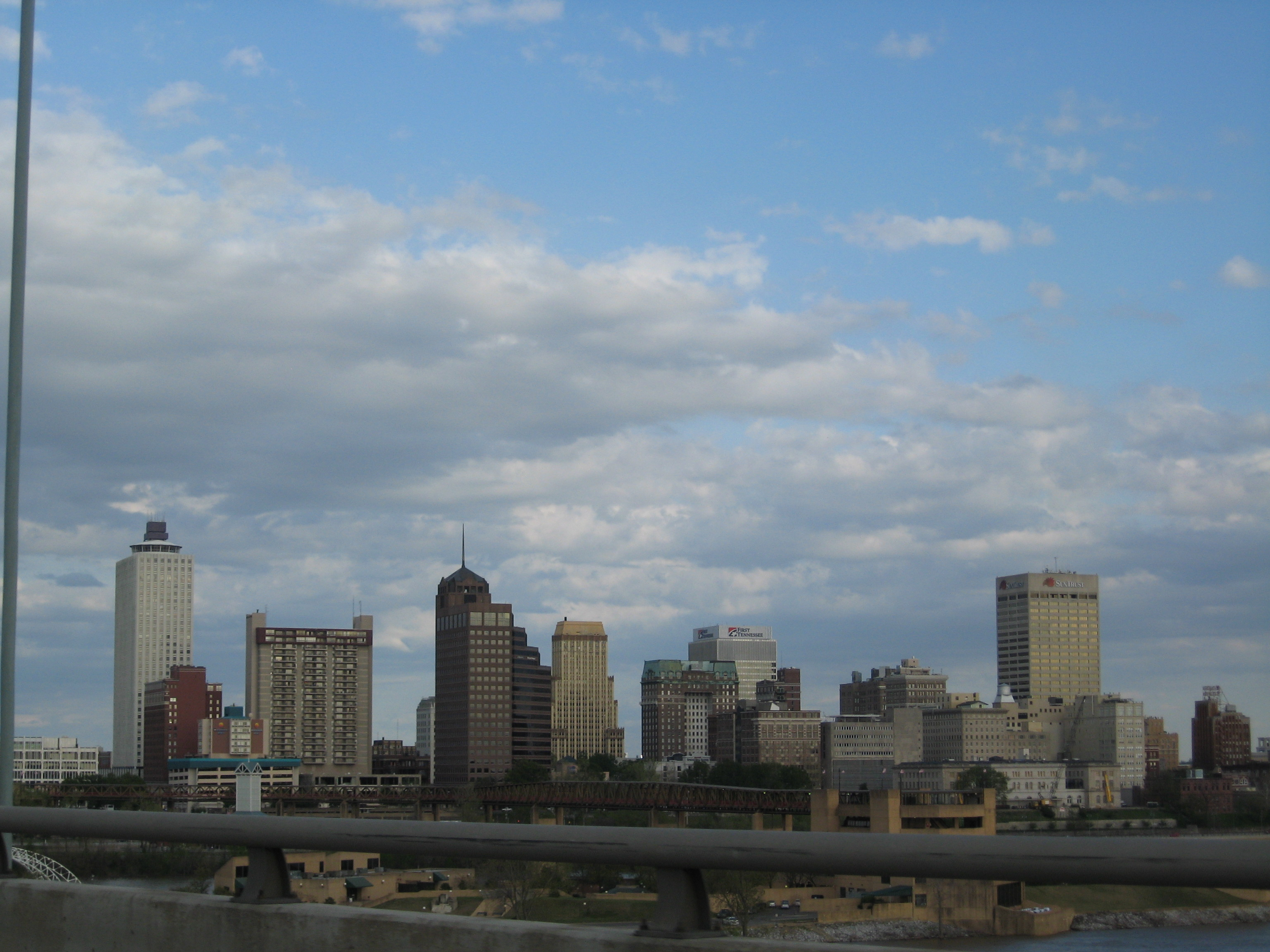
Панорама Мемфиса

По убыванию высоты
| № п/п | Название                      | Фото | Высота, м. | Этажей | Год постройки | Примечания, ссылки |
| ----- | ----------------------------- | ---- | ---------- | ------ | ------------- | --- |
| 1     | 100 North Main                |      | 131        | 37     | 1965          | Самое высокое здание города с 1965 года по настоящее время, самое высокое здание штата с 1965 по 1970 года.                                                                       |
| 2     | Морган-Киган-тауэр            |      | 123        | 21     | 1985          | |
| 3     | Кларк-тауэр                   |      | 122        | 34     | 1971          | |
| 4     | One Commerce Square           |      | 121        | 31     | 1973          | |
| 5     | Стерик-билдинг                |      | 111        | 29     | 1930          | Самое высокое здание города с 1930 по 1965 года. Самое высокое здание в штате и на всём Юге США с 1930 по 1957 года. Включено в Национальный реестр исторических мест США (НРИМ). |
| 6     | Здание Первого Банка Теннесси |      | 101        | 25     | 1964          | [memphis.about.com/od/historyandfacts/ss/skyscrapers_8.htm] |
| 7     | Хилтон-Мемфис                 |      | 100        | 27     | 1975          | Самая высокая гостиница города с 1975 года по настоящее время. |
| 8     | Пирамид–Арена                 |      | 98         | 5      | 1991          | Седьмая по высоте пирамида в мире. |
| 9     | 99 Tower Place                |      | 90         | 25     | 1968          | Самое высокое жилое здание города с 1968 года по настоящее время. |
| 10    | Линкольн-Американ-тауэр       |      | 88         | 22     | 1924          | Самое высокое здание города с 1924 по 1930 года. Включено в НРИМ. |
| 11    | Уайт-Стейшн-тауэр             |      | 85         | 22     | 1965          | |
| 12    | Биржа                         |      | 80         | 19     | 1910          | Самое высокое здание города с 1910 по 1924 года. Включено в НРИМ. |
| 13    | Гостиница «Мэдисон»           |      | 67         | 16     | 1905          | Самое высокое здание города с 1905 по 1910 года, самая высокая гостиница города с 1905 по 1975 года. Включено в НРИМ.                                                             |